# Královice
Královice település Csehországban, a Kladnói járásban. Královice Neprobylice, Slaný és Dřínov településekkel határos. Lakosainak száma 279 fő (2024. január 1.).

## Népesség
A település lakosságának változását az alábbi diagram mutatja:
| Lakosok száma | 267  | 278  | 295  | 234  | 154  | 120  | 211  | 228  | 264  | 279  |
|               | 1869 | 1890 | 1921 | 1950 | 1980 | 2001 | 2017 | 2019 | 2022 | 2024 |